# Stockholm Open
Stockholm Open (SO) är en årlig tennisturnering i Sverige som hör till ATP-tourens 250 Series. Turneringen, som har en herrsingel- och en herrdubbelklass, arrangeras av Kungliga Lawntennisklubben (KLTK), Stockholms Allmänna Lawntennisklubb (Salk), och Stockholms Tennisförbund. Stockholm Open har spelats på hardcourt i Kungliga Tennishallen sedan 1969, med undantag för perioden 1989–1994 då tävlingen genomfördes i Globen. Turneringen har genom åren arrangerats i oktober och november månad. År 2020 ställdes turneringen in på grund av Coronapandemin.
Från och med turneringen 2023 är tävlingens officiella namn Nordic Open efter att den globala banken BNP Paribas anslutit som så kallad titelpartner. 

## Bakgrund
När Internationella tennisförbundet ITF för första gången 1968 tillät proffs att tävla tillsammans med amatörer var det startskottet för en ny era inom tennisen. Sporten populariserades snabbt och 1974 bildades organisationen Men's International Professional Tennis Council med syfte att samordna proffstennisens herrtävlingar.
Den förre svenske världsspelaren Sven Davidson hade under sin tid som aktiv skaffat sig ett stort kontaktnät och respekt inom tennisvärlden. Davidson insåg värdet av att försöka etablera en årlig inomhusturnering i Sverige och började diskutera med föreningar och sponsorer om en eventuell tävling i Stockholm. Han kontaktade sedan flera av sina tennisvänner som bildade den första tävlingskommittén.
Ett antal föreningar nappade på Davidsons idé och dessa bildade den första gruppen av arrangörer; Salk, KLTK, Stockholms Tennisförbund, TSK, Malmens TK, Sveriges Tennisveteraner och Stockholms Tennisdomarklubb. 
Ett första sammanträde med representanter från samtliga arrangörer ägde rum den 12 maj 1969, där tävlingens än i dag övergripande mål fastställdes:
- tävlingen fick inte gå med förlust
- största möjliga propaganda för tennisen skulle skapas och
- största möjliga utkomst skulle uppnås.

Den första upplagan spelades samma år.

## Organisation och ekonomi
Efter första upplagan upplevde samtliga föreningar som ingått i arrangörsgruppen att en årlig proffstävling i Stockholm innebar ett ekonomiskt äventyr som kunde hota respektives huvudverksamhet. Det beslöts då att tennisklubbarna Salk och KLTK skulle överta 40 % var av ägandet och därmed risken samt att Stockholms Tennisförbund skulle fungera som en paraplyorganisation för alla övriga initiativtagare med 20 % av ägandet. Tävlingens mål är att gå med vinst och att dessa medel ska användas för juniortennisen i syfte att stärka svensk tennis. Dessutom bidrar turneringen varje år med över tio miljoner kronor till turistnäringen i Stockholm.[källa behövs]
För att få arrangemanget att fungera behövs varje år drygt 300 ideellt arbetande funktionärer, såsom bollkallar, chaufförer, arena- och spelarvärdar.

## Premiärtävlingen
Den första upplagan spelades den 23–30 november 1969 och lockade många av dåtidens världsstjärnor. Världsettan Rod Laver, som detta år för andra gången i sin karriär vunnit samtliga Grand Slam-turneringar (Roland Garros, Wimbledon, US Open och Australian Open), ställde upp men förlorade överraskande i kvartsfinalen mot landsmannen Fred Stolle. Laver fick trösta sig med seger i dubbelturneringen i par med landsmannen Roy Emerson. 
Damtävlingen bjöd också på ett starkt startfält med Billie Jean King som förstaseedad. King vann damklassen efter att i finalen ha besegrat landsmaninnan Julie Heldman. Bästa svenska blev Ingrid Löfdahl Bentzer som föll i semifinalen mot slutvinnaren.
Herrklassen vanns av jugoslaven Nikola Pilić, som i finalen besegrade rumänen Ilie Năstase. Segerchecken på 32 000 svenska kronor var hög med dåtida mått mätt. På tävlingens affischer stod den totala prissumman (130 000 svenska kronor) med större text än både spelarnas och turneringens namn.

## 1970–1979

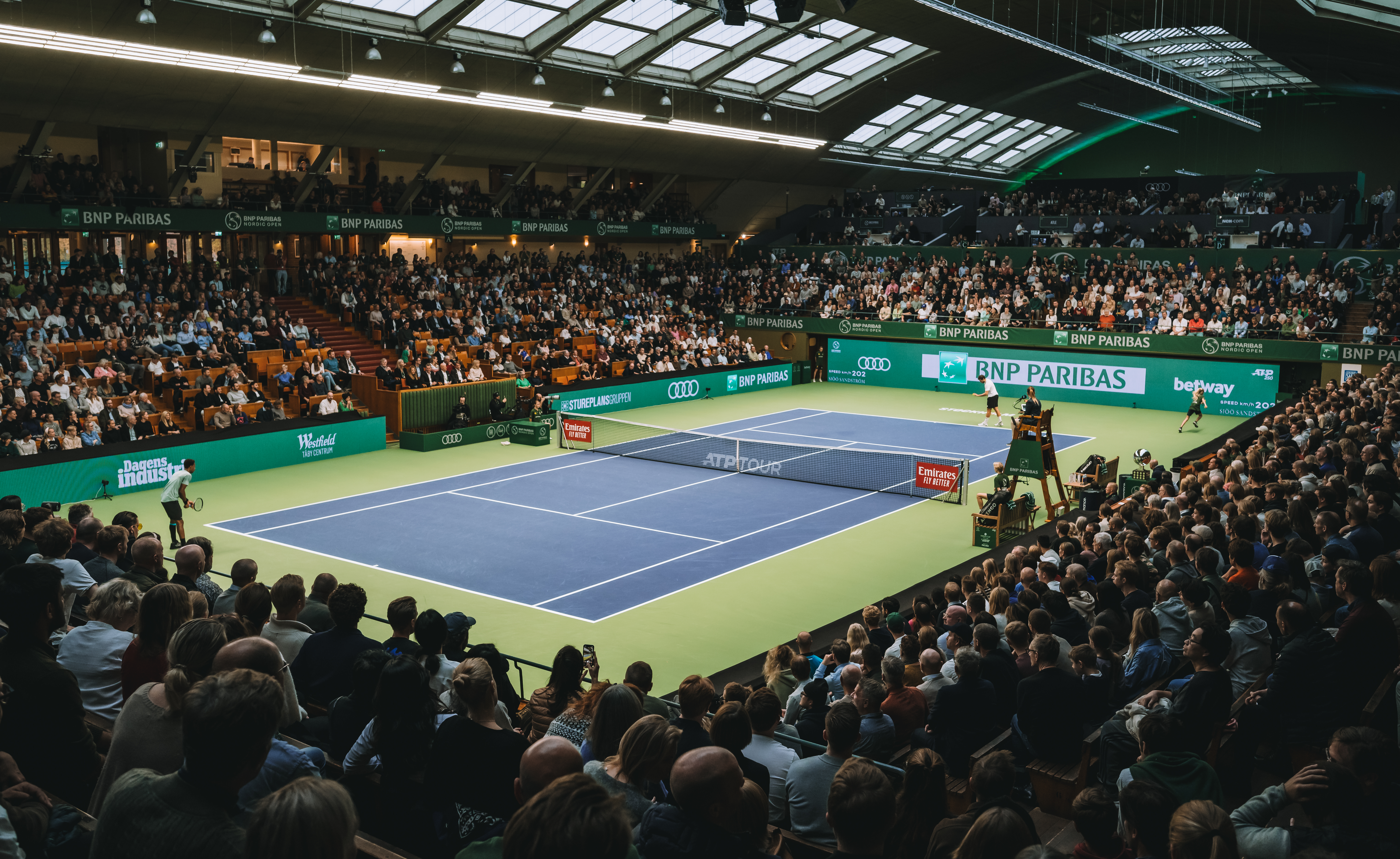
Centre Court BNP Paribas Nordic Open, final 2023.

1970-talet dominerades fullständigt av amerikaner. Sammanlagt åtta av tio singeltitlar erövrades av amerikanska spelare (1970–1974 och 1977–1979).
Efter den första upplagan fortsatte turneringen att locka ett bra startfält. Den dåvarande världsettan Stan Smith stod som slutsegrare 1970 och 1972 och Arthur Ashe triumferade 1971 och 1974. Det var ont om svenska framgångar vid denna tid men Leif Johanssons seger över titelförsvararen Stan Smith 1971 gav eko även utanför landets gränser (Leif Johansson är pappa till tennisspelaren Joachim "Pim-Pim" Johansson).
Med Björn Borgs entré i världstennisen började en 35 år lång dominans av svenskar inom den internationella herrtennisen. Redan 1973 gick Borg till final efter att ha besegrat inga mindre än Ilie Nastase, Nikola Pilić och Jimmy Connors. I finalen blev dock amerikanen Tom Gorman för svår. Björn Borg var den svensk som nådde längst i turneringen under åren 1972–1980 med undantag för 1977 och 1979, då han inte deltog.
Efter att ha arrangerat en damtävling premiäråret 1969 skulle det dröja till 1975 innan tjejerna återkom till Kungl. Tennishallen. Precis som vid den första damtävlingen var även 1975 års upplaga av hög kvalité. Brittiskan Virginia Wade besegrade i finalen fransyskan Françoise Durr efter en stenhård tresetare.
Även 1979 genomfördes en damtävling med förstklassigt startfält. Billie Jean King tog här sin andra titel i Stockholm genom att i finalen besegra Betty Stöve (Nederländerna) med 7-5 i avgörande set.
De enda som förmådde bryta den amerikanska dominansen på herrsidan under de 1970-talet var italienaren Adriano Panatta och britten Mark Cox som triumferade 1975 och 1976. John McEnroe debuterade i Stockholm Open 1978 och vann, vilket han senare skulle göra ytterligare tre gånger.

## 1980–1989

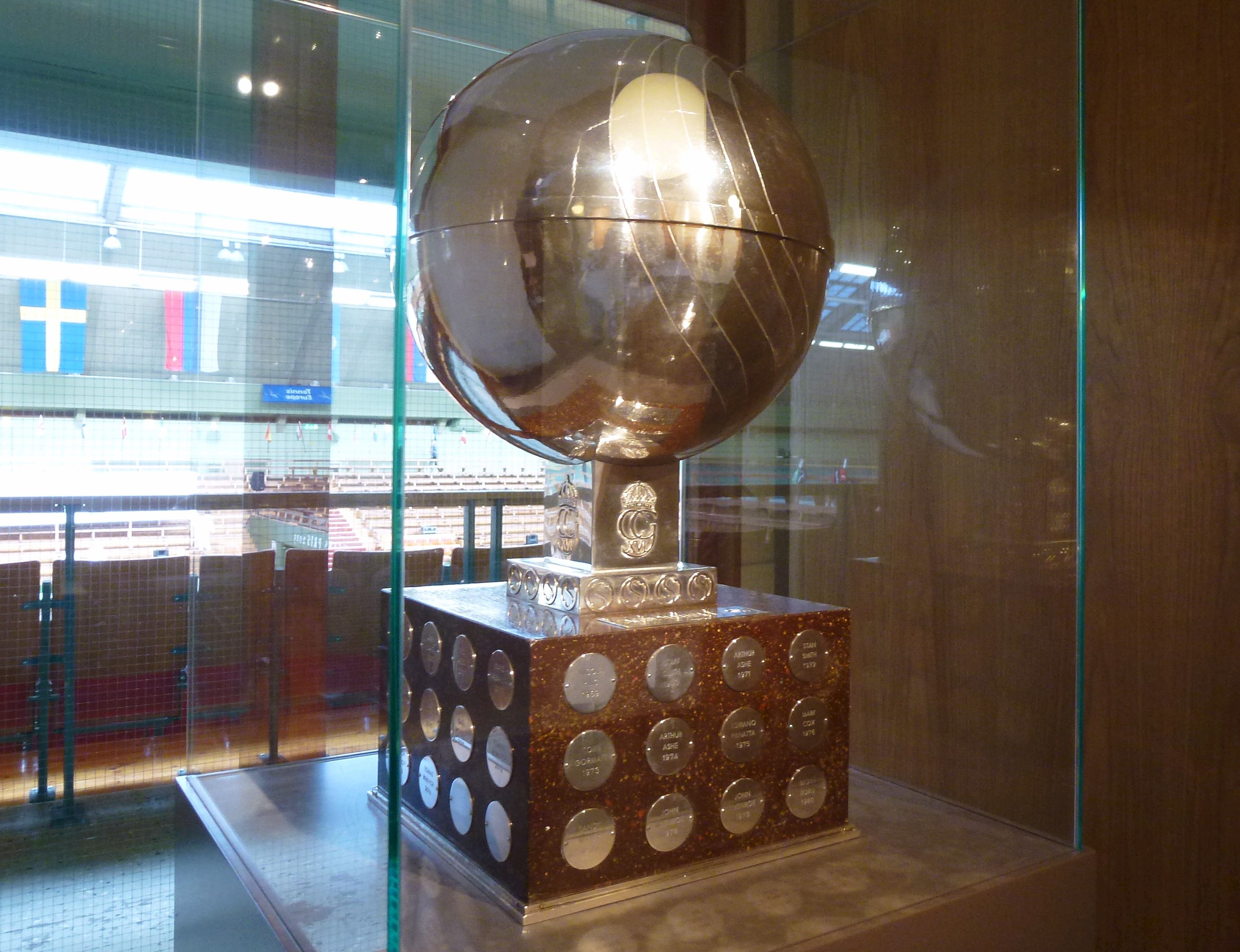
"Swedish Royal Trophy".

Året 1980 var den senaste gången en damtävling inkluderades i Stockholm Open-turneringen. Hana Mandlíková från Tjeckoslovakien besegrade Bettina Bunge från Västtyskland i finalen. Noterbart är att samtliga damvinnare i Stockholm Open även har vunnit Grand Slam-titlar. 
År 1980 var Björn Borg tillbaka i tävlingen efter att ha stått över året innan. Det årets upplaga hade föregåtts av en diskussion kring svenskens chanser att vinna tävlingen så länge den spelades på de snabba Holmsundsplattorna, som närmast kan jämföras med ett gymnastikgolv med lite "knotter" på. De flesta inomhusturneringar vid denna tid hade redan övergått till långsammare underlag för att få mer underhållande tennis. Tennisklubben KLTK som äger Kungl. Tennishallen hade långt gångna planer på att byta spelunderlag i arenan men tidplanen sprack och arrangörerna tvingades i stället lägga in en tillfällig portabel matta på tävlingsbanorna i arenan. I en klassisk final mot McEnroe blev Borg Stockholm Opens förste svenske segrare. Detta var början till ett framgångsrikt 1980-tal för Sveriges del. Till turneringen 1981 fanns Kungl. Tennishallens nya permanenta spelunderlag på plats. Än idag används denna typ av spelyta på samtliga inomhusbanor i Kungl. Tennishallen.
I kölvattnet av Björn Borgs framgångar kom många nya svenska spelare fram, vilket inte minst märktes i Stockholm Open. 1982 nådde Mats Wilander finalen, och året därpå stod han som segrare.
John McEnroe var även han tillbaka i Stockholm till 1984 års upplaga (han spelade inte 1981–1983). I semifinalen mot Anders Järryd fick han ett berömt raseriutbrott. När spelet inte stämde gick han fram till den svenske huvuddomaren, Leif-Åke Nilsson, och frustrerad ställde några snabba frågor om domsluten. Då inte Nilsson omedelbart svarade skrek McEnroe; – Answer my question, the question jerk! Efter ordväxlingen med huvuddomaren gick han till spelarbänken och rensade bordet med golfliknande svingar så vattenflaskor och ishinkar flög vida omkring. Hela uppträdandet skede inför ögonen på USA:s Sverigeambassadör Franklin S. Forsberg som var väldigt upprörd över landsmannens beteende. Denna incident har kallats det största utbrottet i den svenska tennishistorien. McEnroe fick trots uppträdandet spela färdigt matchen, besegrade Järryd och slog sedan Mats Wilander i finalen i en jämn tresetsmatch.
Det fanns svensk representation i samtliga singelfinaler mellan 1982 och 1990. Två av dessa var helsvenska (1986 och 1987) med Stefan Edberg som vinnare. 1987 var det bara svenskar i semifinalerna.
Alla svenskframgångar och den rådande högkonjunkturen gjorde att SO växte ytterligare. Redan i början av 1980-talet höjdes röster för ett arenabyte som skulle lyfta evenemanget ytterligare. Det var dock inte förrän 1989, då SO blev medlem i den exklusiva kategorin av så kallade super-9-tävlingar, med garanterat ännu starkare startfält och större prissummor, som det slutgiltiga beslutet togs att flytta till den helt nya arenan Globen. Dock genomfördes kvaltävlingarna även fortsättningsvis i Kungliga Tennishallen.

## 1990–1999
Framtidsutsikterna betraktades som mycket goda vid decennieskiftet. Nu skulle en stark och omtyckt turnering växa ytterligare. För första gången i SO-historien var den totala prissumman över en miljon dollar.
Den första upplagan i Globen blev en succé. Många spelpass i arenan var utsålda och vinsten för arrangörsklubbarna blev fem miljoner kronor. Pengar som används för juniorutvecklingen i Stockholm. Men efter premiäråret blev det mesta svårare inte minst beroende på sjunkande publiksiffror. Sportsligt fortsatte, trots detta, tävlingarna att vara framgångsrika. Världsettan Boris Becker triumferade hela fyra gånger, en tangering av John McEnroes rekord, med början i Kungliga Tennishallen 1988. Väl i Globen vann tysken 1990, 1991 och 1994. Två av Beckers finalsegrar kom mot Stefan Edberg. 1992 röstade spelarna fram Stockholm Open som den bästa turneringen på ATP Tour.
Efter 1994 års tävling, med stora ekonomiska underskott i bagaget, togs beslutet att flytta tillbaka till Kungl. Tennishallen. Till 1995 hade ägarföreningarna Salk, Stockholms Tennisförbund och KLTK sålt den högre statusen till den före detta rumänske tennisspelaren Ion Tiriac och återgått till en lägre kategori inom ATP-systemet. Prispengarna minskades (825 000 dollar 1995-1999) och startfältet blev inte på samma nivå som under Globen-åren. 
Första upplagan efter återflytten vanns av Thomas Enqvist som nu tog sin första av tre segrar i Stockholm. Han vann även året därpå, men det var en annan svensk som fick stor uppmärksamhet denna gång. Stefan Edberg gjorde sin sista match i karriären i och med förlusten mot Nicklas Kulti. Edberg tackades av med stående ovationer efteråt.
Trots att svensk tennis inte var lika framgångsrik i slutet av 1990-talet gick det bra för svenska spelare i SO. Det var svenska spelare i samtliga finaler mellan 1995 och 2000, med tre svenska segrar som följd.

## 2000–2009
Thomas Johansson besegrade Jevgenij Kafelnikov i 2000 års final och blev den sjätte svensken att lyfta The Swedish Royal Trophy. Samma år fick Robin Söderling sitt genombrott och var ytterst nära att besegra amerikanen Mardy Fish i finalen.
Många menar att en av SO-historiens bästa matcher spelades i finalen 2004.[källa behövs] Thomas Johansson ställdes i sin tredje SO-final mot fixstjärnan Andre Agassi. Efter flera timmar av spänning och högklassig tennis vann Johansson med 7–6 av avgörande set. Svensken sade efteråt att det var hans bästa match i karriären.[källa behövs]
James Blake är den senaste i raden amerikanska vinnare i SO med segrarna 2005 och 2006. Men vad de flesta kommer att komma ihåg från 2006 års tävling är nog John McEnroes comeback i SO-sammanhang. McEnroe, 47 år gammal, förlorade dock kvartsfinalen i dubbel i par med Jonas Björkman. Joachim Johansson, som inför turneringen var rankad 690 och inte hade spelat en ATP-tävling på 7 månader, slog mycket överraskande ut världstvåan Rafael Nadal i den andra omgången. Han avancerade fram till semifinalen där han föll mot finländaren Jarkko Nieminen.
Annars blir nog dessa upplagor mest ihågkomna för många toppspelare som anmält sig men som i sista stund lämnat återbud. 2001 lämnade Lleyton Hewitt ett sent återbud och 2003 var Andre Agassi tävlingens stora affischnamn. Agassis fru, Steffi Graf, var dock höggravid och Agassi blev tvungen att lämna återbud. Andy Roddick ställde aldrig upp 2004 trots att han var anmäld. Det skall dock nämnas att de två förstnämnda kom till turneringen åren efter sina återbud (Hewitt andra omgången 2002, Agassi final 2004).
Inför 2007 års SO kunde tävlingsledningen presentera ett starkt startfält, innehållande fyra topp-10-spelare. Tommy Robredo (8) och Tomáš Berdych (10) lämnade dock återbud på grund av skador. Amerikanen James Blake hade 13-0 i matchfacit i tävlingen före sin semifinal mot Thomas Johansson. I en rafflande match där Johansson räddade fem matchbollar knep östgöten en finalplats. I finalen stod den 28-rankade storservaren Ivo Karlovic för motståndet. Den 208 cm långe kroaten slog in hela 27 serve-ess och när Johansson hade svårt i sina egna servegame blev vinsten kroatens.
I februari 2008 kallade SO-ledningen till presskonferens där det meddelades att den schweiziske världsettan Roger Federer skulle delta i årets upplaga av Stockholm Open. Det skulle vara tredje gången han spelar i turneringen men första gången som världstvåa. Federer var garanterad 4,2 miljoner kronor bara för att ställa upp i turneringen. Fem dagar före turneringsstarten meddelade dock Federer att han inte kunde komma. Anledningen var att han hade haft ett besvärligt år, på grund av sin körtelfeber i början på året, och att han tar därför behövde ett avbrott under hösten. Allt för att vara på topp till nästa år och kunna återta positionen som världsetta.
Dubbelturneringen 2008 präglades av att det var Jonas Björkmans sista tävling i karriären på svensk mark. Sista matchen blev dubbelfinalen som Björkman vann i par med Kevin Ullyett med 6-1, 6-3, mot Johan Brunström och Michael Ryderstedt. Det var för övrigt Björkmans och Ullyetts första ATP-titel tillsammans.
I Roger Federers frånvaro blev istället David Nalbandian förstaseedad. Han levde upp till förväntningarna och vann singeltiteln genom att finalbesegra Robin Söderling över tre set, 6-2, 5-7, 6-3.

## 2010–2019
Ett nytt decennium inleddes med att Roger Federer gjorde sitt tredje och sista framträdande i turneringen. Världens, vid denna tid hetaste manlige tennisspelare, var seedad 1:a och Sveriges främsta spelare, Robin Söderling, var andraseedad.
Federer tog sig relativt enkelt till final, bortsett från matchen i kvartsfinalen mot Stan Wawrinka. Landsmannen Wawrinka tog första set och hade break i andra till 3–2 då Federer la in en högre växel som tog honom vidare i turneringen.
De som hade hoppas på en final mellan Federer och Söderling blev besvikna. Tibrosonen fick ge sig redan i kvartsfinalen mot Florian Mayer. Tyskens speciella spelstil med sliceade slag både på forehand och backhand gav svensken huvudbry.
I finalen besegrade Roger Federer Florina Mayer med 6–4, 6–3 och arrangören kunde lägga ytterligare en världsetta till vinnarlistan.
Resten av decenniet dominerades under flera år av tjecken Tomáš Berdych, som segrade 2012, 2014 och 2015. Med tre turneringssegrar kom Berdych hack i häl med John McEnroe och Boris Becker (fyra triumfer var) och jämsides med hemmasonen Thomas Enqvist.
En annan trend för 2010-talet var spelare som i Stockholm bärgar karriärens första ATP-titel. 2013 slog Grigor Dimitrov (Bulgarien) spanjoren David Ferrer i finalen. Fem år senare var det dags för Stefanos Tsitsipas (Grekland) som i sin final besegrade Ernests Gulbis från Lettland och året efter, 2019, stod kanadensaren Denis Shapovalov med segerpokalen och sin första ATP-titel efter vinst mot Filip Krajinović (Serbien).
Övriga vinnare under dessa tio år blev två stora publikfavoriter. Fransmannen Gaël Monfils besegrade Jarkko Nieminen från Finland 2011 och Grand Slam-vinnaren Juan Martín del Potro från Argentina vann både 2016 och 2017. 2016 mot amerikanen Jack Sock och året efter besegrades i finalen 2013 års triumfator, Dimitrov.
Hur gick det då för svenskarna under dessa år? Bortsett från en sensationell dubbeltriumf för bröderna Ymer 2016 är det glest med svenska framgångar.
Vi börjar med dubbelsensationen. Elias och Mikael Ymer gick hela vägen och vann dubbeltiteln efter att ha besegrat högt rankade dubbelspelare på löpande band. Bröderna Ymer valde att spela mer av singel i dubbel, vilket fick dubbelspecialisterna att tappa initiativet och självförtroendet. Många stenhårda vinstmatcher ledde fram till finalen där Mate Pavic (Kroatien) och Michael Venus (Nya Zeeland) väntade. Pavic har som bäst varit rankad etta i världen i dubbel och hans partners bästa dubbelranking är sjua. Men mot Ymer/Ymer var de chanslösa och efter turneringens snabbaste final någonsin fick bröderna ta emot Sven Davidson Double Trophy för sin sensationella bedrift.
Joachim ”Pim-Pim” Johansson gjorde tillfällig comeback 2013 då han genom ett wildcard tog plats i kvalet. Kvalet blev en succé och ”Pim-Pim” kvalificerade sig för huvudturneringen. I första omgången ställdes han mot colombianen Alejandro Falla som besegrades med 6–1, 6–3. I andra omgången blev dock andraseedade kanadensaren Milos Raonic för svår. Siffrorna skrevs till 6–2, 7–6 till Raonic.
Elias Ymer gick till andra omgången i singel 2016 efter att ha besegrat Fernando Verdasco från Spanien i första omgången. Ivo Karlovic (Kroatien) blev för svår i nästa match där Elias föll med 6–4 i avgörande set.
Året därpå tog sig Elias också till andra omgången efter vinst mot Leonardo Mayer, Argentina. I andra omgången väntade den italienske stjärnspelaren Fabio Fognini som fick en tuff omgång mot svensken. Matchen avgjordes först i tiebreak i avgörande set till Fogninis fördel.
Även 2018 vann Elias Ymer sin första match men även här fick han i andra omgången ge sig efter en tuff tresetsmatch, denna gång mot Jack Sock, USA.
I decenniets sista turnering tog sig Mikael Ymer till andra omgången efter seger mot João Sousa från Portugal, men i andra omgången mot tysken Cedrik-Marcel Stebe gick Ymer tyvärr inte att känna igen.

## 2020–2024
Nästa tioårsperiod inleddes med ett dystert år. En pandemi från Kina spred sig över hela jordklotet och över 6 miljoner människor i världen avled på grund av Covid-19. Samhällsfunktioner stängdes ner världen över och många stora idrottsarrangemang sköts på framtiden. Så även Stockholm Open som inte kunde genomföras för första gången sedan turneringen såg dagens ljus 1969.
Desto mer efterlängtad var tävlingens återkomst 2021 då arrangören lyckats attrahera ett ”nytt” och spännande startfält. Jannik Sinner från Italien var seedad 1:a och Felix Auger-Aliassime från Kanada var 2:a. Sinner bästa karriärranking är 1:a och Auger-Aliassimes bästa ranking är 6:a.
Även om de top-seedade ungtupparna var favoriter så var det två andra spelare som fick medias och publikens största uppmärksamhet, i alla fall i turneringens inledningsskede. Den ene var förre världsettan Andy Murray från Skottland och den andre var Leo Borg, son till 1980 års Stockholm Open-mästare Björn Borg.
Andy Murray blev turneringens stora favorit och överraskning. Efter en förväntad vinst i första omgången slog han Sinner i två raka set, för att slutligen, i kvartsfinalen, falla mot slutvinnaren Tommy Paul från USA i en stenhård tresetsmatch. 
Pauls motståndare i finalen var turneringens titelförsvarare från 2019, Denis Shapovalov. Som bekant blev tävlingen 2020 inställd. Paul och Shapovalov bjöd publiken runt den fullsatta Centre Courten på en mycket välspelad final där Paul till sist drog det längsta strået med 6–4 i avgörande set. Tommy Paul fullföljde därmed en trend i Stockholm från förra årtiondet där flera spelare knep sin första ATP-titel i Kungl. Tennishallen.
Hur gick det då för Leo Borg? Han höll emot bra mot slutvinnaren Paul och hade till och med ett litet övertag i första set (4–6, 2–6).
Även 2022 års tävling skulle få se en debutant som slutvinnare i singel. 2018 års segrare Tsitsipas var topseedad och tog sig programenligt till final. Väl där väntade turneringens stora överraskning den danske unge talangen Holger Rune. Runes väg till sista omgången gick via många tuffa tre-sets-matcher. I kvartsfinalen besegrade han andraseedade britten Cameron Norrie och i semifinalen Australiens Alex de Minaur.
Väl i finalen kunde inte 2018 års Stockholm Open-mästare stå emot danskens powertennis. 6–4, 6–4 och Stockholmspubliken fick hylla turneringens förste danske segrare.
Leo Borg fick den osannolika lottningen att även detta år möta Tommy Paul. Borg fick med sig första set efter en stark inledning men Paul tog hem matchen.
Mikael Ymer gick till kvartsfinal där han föll mot Tsitsipas och storebror Elias förlorade i andra omgången mot Frances Tiafoe (USA) i en mycket svängig match (6–3, 6–7, 6–7).
2023 blev det verkligen ingen nykomling som stod som slutsegrare i turneringen.
Holger Rune hade en framgångsrik period bakom sig när han återkom till ”brottsplatsen” för sin första ATP-titel som seedad etta. På andra halvan återfanns fransmannen Adrian Mannarino. Många trodde nog på ytterligare en dansk triumf men dessa förhoppningar grusades redan i första matchen då han föll i två raka set mot serben Miomir Kecmanovic.
I startfältet var det en spelare som stack ut lite extra, inte minst för den svenska publiken. Gaël Monfils, den populäre fransmannen har inte bara vunnit en titel i Stockholm (2011) och deltagit vid flera turneringar i Kungl. Tennishallen, han samarbetar dessutom med den svenske coachen från Good to Great, Mikael Tillström. Monfils kom med i lottningen med så kallad ”skyddad ranking” efter hans många skadeproblem.
Att Monfils var publikfavorit redan från start gick det inte att ta miste på. Han spelade som han brukar det vill säga höga toppar och djupa dalar. Konstslag som bara han kan slå och enkla misstag som få på denna nivå gör. Publiken njöt och tjöt, men när semifinalerna var klara så var Gaël Monfils i final.
På pappret var det en enkel final eftersom där väntade en okänd kvalspelare från Moskva med namnet Pavel Kotov. Frågan var vem av spelarna som var mest sliten inför finalen. Monfils efter långa skadeperioder eller Kotov som spelat både kvaltävlingen och huvudtävlingen. Finalen blev en av de mest underhållande finalerna i turneringens historia. Monfils förlorade första set och det såg länge ut som att orken inte räckte till. Men när väl matchbollen slogs in var det fransmannen som fick höja The Swedish Royal Trophy inför en hänförd publik. 
Elias Ymer gjorde en bra turnering men var tvungen att ge upp i kvartsfinalen mot Pavel Kotov efter problem med ryggen.
Till 2024 hade arrangören lyckats locka ett starkt startfält. För första gången sedan 2010 återfanns tre topp 10-spelare på startlinjen och det var även en bedrift som ingen annan 250-tävling åstadkom under året.
Förstaseedade Andrey Rublev anmälde sig till turneringen i sista stund via en så kallad Late Entry-plats. Den hårdslående världssjuan fick dock se sig besegrad i kvartsfinalen av den trefaldige Grand Slam-vinnaren, Stan Wawrinka. Den 39-årige schweizaren blev därmed den äldste semifinalisten i Stockholm någonsin och den tredje äldste på ATP-touren sedan dess tillkomst 1990.
De nordiska förhoppningarna var stora på andraseedade Casper Ruud, men precis som för Rublev blev det respass i kvartsfinalen. Storspelande Tallon Griekspoor stod för motståndet i ett publikfriande kvällsmöte på centercourten. 
Två förhandsfavoriter som höll var Grigor Dimitrov och Tommy Paul. Båda har ljuva minnen från Kungl. Tennishallen, där den första ATP-titeln erövrades 2013 respektive 2021.  
Det är möjligt att Dimitrovs långa semifinal mot Griekspoor satt i benen under finalen mot Paul, som vann finaldrabbningen med 6–4, 6–3.
För de svenska deltagarna blev veckan en hedersam missräkning. Leo Borg föll mot den formstarke fransmannen Alexandre Müller, medan Elias Ymer var ytterst nära en skräll mot femteseedade Nicolas Jarry i turneringens längsta match. Den gänglige chilenaren kunde med nöd och näppe betvinga Sverigeettan med 2–6, 6–4, 7–6 (9–7) efter en räddad matchboll. 

## Herrfinaler

### Singel
| År   | Segrare                             | Finalist                            | Resultat                            |
| ---- | ----------------------------------- | ----------------------------------- | ----------------------------------- |
| 1969 | Nikola Pilić                        | Ilie Năstase                        | 6–4, 4–6, 6–2                       |
| 1970 | Stan Smith                          | Arthur Ashe                         | 5–7, 6–4, 6–4                       |
| 1971 | Arthur Ashe                         | Jan Kodeš                           | 6–1, 3–6, 6–2, 1–6, 6–4             |
| 1972 | Stan Smith                          | Tom Okker                           | 6–4, 6–3                            |
| 1973 | Tom Gorman                          | Björn Borg                          | 6–4, 3–6, 7–6 (7–5)                 |
| 1974 | Arthur Ashe                         | Tom Okker                           | 6–2, 6–2                            |
| 1975 | Adriano Panatta                     | Jimmy Connors                       | 4–6, 6–3, 7–5                       |
| 1976 | Mark Cox                            | Manuel Orantes                      | 4–6, 7–5, 7–6 (7–3)                 |
| 1977 | Sandy Mayer                         | Raymond Moore                       | 6–2, 6–4                            |
| 1978 | John McEnroe                        | Tom Gullikson                       | 6–2, 6–2                            |
| 1979 | John McEnroe                        | Gene Mayer                          | 6–7 (4–7), 6–3, 6–3                 |
| 1980 | Björn Borg                          | John McEnroe                        | 6–3, 6–4                            |
| 1981 | Gene Mayer                          | Sandy Mayer                         | 6–4, 6–2                            |
| 1982 | Henri Leconte                       | Mats Wilander                       | 7–6 (7–4), 6–3                      |
| 1983 | Mats Wilander                       | Tomas Smid                          | 6–1, 7–5                            |
| 1984 | John McEnroe                        | Mats Wilander                       | 6–2, 3–6, 6–2                       |
| 1985 | John McEnroe                        | Anders Järryd                       | 6–1, 6–2                            |
| 1986 | Stefan Edberg                       | Mats Wilander                       | 6–2, 6–1, 6–1                       |
| 1987 | Stefan Edberg                       | Jonas Svensson                      | 7–5, 6–2, 4–6, 6–4                  |
| 1988 | Boris Becker                        | Peter Lundgren                      | 6–4, 6–1, 6–1                       |
| 1989 | Ivan Lendl                          | Magnus Gustafsson                   | 7–5, 6–0, 6–3                       |
| 1990 | Boris Becker                        | Stefan Edberg                       | 6–4, 6–0, 6–3                       |
| 1991 | Boris Becker                        | Stefan Edberg                       | 3–6, 6–4, 1–6, 6–2, 6–2             |
| 1992 | Goran Ivanišević                    | Guy Forget                          | 7–6 (7–2), 4–6, 7–6 (7–3), 6–2      |
| 1993 | Michael Stich                       | Goran Ivanišević                    | 4–6, 7–6, 7–6, 6–2                  |
| 1994 | Boris Becker                        | Goran Ivanišević                    | 4–6, 6–4, 6–3, 7–6 (7–4)            |
| 1995 | Thomas Enqvist                      | Arnaud Boetsch                      | 7–5, 6–4                            |
| 1996 | Thomas Enqvist                      | Todd Martin                         | 7–5, 6–4, 7–6 (7–0)                 |
| 1997 | Jonas Björkman                      | Jan Siemerink                       | 3–6, 7–6 (7–2), 6–2, 6–4            |
| 1998 | Todd Martin                         | Thomas Johansson                    | 6–3, 6–4, 6–4                       |
| 1999 | Thomas Enqvist                      | Magnus Gustafsson                   | 6–3, 6–4, 6–2                       |
| 2000 | Thomas Johansson                    | Jevgenij Kafelnikov                 | 6–2, 6–4, 6–4                       |
| 2001 | Sjeng Schalken                      | Jarkko Nieminen                     | 3–6, 6–3, 6–3, 4–6, 6–3             |
| 2002 | Paradorn Srichaphan                 | Marcelo Rios                        | 6–7 (2–7), 6–0, 6–3, 6–2            |
| 2003 | Mardy Fish                          | Robin Söderling                     | 7–5, 3–6, 7–6 (7–4)                 |
| 2004 | Thomas Johansson                    | Andre Agassi                        | 3–6, 6–3, 7–6 (7–4)                 |
| 2005 | James Blake                         | Paradorn Srichaphan                 | 6–1, 7–6 (8–6)                      |
| 2006 | James Blake                         | Jarkko Nieminen                     | 6–4, 6–2                            |
| 2007 | Ivo Karlović                        | Thomas Johansson                    | 6–3, 3–6, 6–1                       |
| 2008 | David Nalbandian                    | Robin Söderling                     | 6–2, 5–7, 6–3                       |
| 2009 | Marcos Baghdatis                    | Olivier Rochus                      | 6–1, 7–5                            |
| 2010 | Roger Federer                       | Florian Mayer                       | 6–4, 6–3                            |
| 2011 | Gaël Monfils                        | Jarkko Nieminen                     | 7–5, 3–6, 6–2                       |
| 2012 | Tomáš Berdych                       | Jo-Wilfried Tsonga                  | 4–6, 6–4, 6–4                       |
| 2013 | Grigor Dimitrov                     | David Ferrer                        | 2–6, 6–3, 6–4                       |
| 2014 | Tomáš Berdych                       | Grigor Dimitrov                     | 5–7, 6–4, 6–4                       |
| 2015 | Tomáš Berdych                       | Jack Sock                           | 7–6 (7–1), 6–2                      |
| 2016 | Juan Martín del Potro               | Jack Sock                           | 7–5, 6–1                            |
| 2017 | Juan Martín del Potro               | Grigor Dimitrov                     | 6–4, 6–2                            |
| 2018 | Stefanos Tsitsipas                  | Ernests Gulbis                      | 6–4, 6–4                            |
| 2019 | Denis Shapovalov                    | Filip Krajinović                    | 6–4, 6–4                            |
| 2020 | Inställt på grund av Coronapandemin | Inställt på grund av Coronapandemin | Inställt på grund av Coronapandemin |
| 2021 | Tommy Paul                          | Denis Shapovalov                    | 6–4, 2–6, 6–4                       |
| 2022 | Holger Rune                         | Stefanos Tsitsipas                  | 6–4, 6–4                            |
| 2023 | Gaël Monfils                        | Pavel Kotov                         | 4–6, 7–6 (8–6), 6–3                 |
| 2024 | Tommy Paul                          | Grigor Dimitrov                     | 6–4, 6–3                            |

Källor:  (singelfinaler med resultat 1969–2024)

### Dubbel
| År   | Segrare                                | Finalister                             | Resultat                            |
| ---- | -------------------------------------- | -------------------------------------- | ----------------------------------- |
| 1969 | Roy Emerson Rod Laver                  | Andres Gimeno Fred Stolle              | 6–4, 6–2                            |
| 1970 | Stan Smith Arthur Ashe                 | Bob Carmichael Owen Davidson           | 6–0, 5–7, 7–5                       |
| 1971 | Stan Smith Tom Gorman                  | Arthur Ashe Bob Lutz                   | 6–3, 6–4                            |
| 1972 | Tom Okker Marty Riessen                | Roy Emerson Colin Dibley               | 7–5, 7–6                            |
| 1973 | Jimmy Connors Ilie Nastase             | Bob Carmichael Frew McMillan           | 6–3, 6–7, 6–2                       |
| 1974 | Tom Okker Marty Riessen                | Bob Hewitt Frew McMillan               | 2–6, 6–3, 6–4                       |
| 1975 | Bob Hewitt Frew McMillan               | Charlie Pasarell Roscoe Tanner         | 3–6, 6–3, 6–4                       |
| 1976 | Bob Hewitt Frew McMillan               | Tom Okker Marty Riessen                | 6–4, 4–6, 6–4                       |
| 1977 | Tom Okker Wojciech Fibak               | Brian Gottfried Raul Ramirez           | 6–3, 6–2                            |
| 1978 | Tom Okker Wojciech Fibak               | Stan Smith Bob Lutz                    | 6–3, 6–2                            |
| 1979 | John McEnroe Peter Fleming             | Tom Okker Wojciech Fibak               | 6–4, 6–4                            |
| 1980 | Heinz Günthardt Paul McNamee           | Stan Smith Bob Lutz                    | 6–7, 6–3, 6–2                       |
| 1981 | Kevin Curren Steve Denton              | Sherwood Stewart Ferdi Taygan          | 6–7, 6–4, 6–0                       |
| 1982 | Jan Gunnarsson Mark Dickson            | Sherwood Stewart Ferdi Taygan          | 7–6, 6–7, 6–4                       |
| 1983 | Anders Järryd Hans Simonsson           | Johan Kreik Peter Fleming              | 6–3, 6–4                            |
| 1984 | Henri Leconte Tomas Smid               | Vijay Amritraj Ilie Nastase            | 3–6, 7–6, 6–4                       |
| 1985 | Guy Forget Andrés Gómez                | Mike De Palmer Gary Donnelly           | 6–3, 6–4                            |
| 1986 | Sherwood Stewart Kim Warwick           | Pat Cash Slobodan Zivojinic            | 6–4, 6–4                            |
| 1987 | Stefan Edberg Anders Järryd            | Jim Grabb Jim Pugh                     | 6–3, 6–4                            |
| 1988 | Kevin Curren Jim Grabb                 | Paul Annacone Paul Fitzgerald          | 7–5, 6–4                            |
| 1989 | Jorge Loranzo Todd Witsken             | Rick Leach Jim Pugh                    | 6–3, 5–7, 6–3                       |
| 1990 | Guy Forget Jacob Hlasek                | John Fitzgerald Anders Järryd          | 6–4, 6–2                            |
| 1991 | John Fitzgerald Anders Järryd          | Tom Nijssen Cyril Suk                  | 7–5, 6–2                            |
| 1992 | Todd Woodbridge Mark Woodforde         | Steve DeVries David Macpherson         | 6-3, 6–4                            |
| 1993 | Todd Woodbridge Mark Woodforde         | Gary Muller Danie Visser               | 6–1, 3–6, 6–2                       |
| 1994 | Todd Woodbridge Mark Woodforde         | Jan Apell Jonas Björkman               | 6–3, 6–4                            |
| 1995 | Jacco Eltingh Paul Haarhuis            | Grant Connell Patrick Galbraith        | 3–6, 6–2, 7–6 (7–5)                 |
| 1996 | Patrick Galbraith Jonathan Stark       | Todd Martin Chris Woodruff             | 7–6 (7–4), 6–4                      |
| 1997 | Marc-Kevin Goellner Richey Reneberg    | Ellis Ferreira Patrick Galbraith       | 6–3, 3–6, 7–6 (7–4)                 |
| 1998 | Niklas Kulti Mikael Tillström          | Chris Haggard Peter Nyborg             | 7–5, 3–6, 7–5                       |
| 1999 | Piet Norval Kevin Ullyett              | Jan-Michael Gambill Scott Humphries    | 7–5, 6–3                            |
| 2000 | Mark Knowles Daniel Nestor             | Petr Pála Pavel Vízner                 | 6–3, 6–2                            |
| 2001 | Donald Johnsson Jared Palmer           | Jonas Björkman Todd Woodbridge         | 6–3, 4–6, 6–3                       |
| 2002 | Wayne Black Kevin Ullyett              | Wayne Arthurs Paul Hanley              | 6–4, 2–6, 7–6 (7–4)                 |
| 2003 | Jonas Björkman Todd Woodbridge         | Wayne Arthurs Paul Hanley              | 6–3, 6–4                            |
| 2004 | Fernando Verdasco Feliciano Lopez      | Wayne Arthurs Paul Hanley              | 6–4, 6–4                            |
| 2005 | Wayne Arthurs Paul Hanley              | Leander Paes Nenad Zimonjić            | 5–3, 5–3                            |
| 2006 | Paul Hanley Kevin Ullyett              | Olivier Rochus Kristof Vliegen         | 7–6 (7–2), 6–4                      |
| 2007 | Jonas Björkman Max Mirnyj              | Arnaud Clement Michaël Llodra          | 6–4, 6–4                            |
| 2008 | Jonas Björkman Kevin Ullyett           | Johan Brunström Michael Ryderstedt     | 6-1, 6-3                            |
| 2009 | Bruno Soares Kevin Ullyett             | Simon Aspelin Paul Hanley              | 6-4, 7-6 (7–4)                      |
| 2010 | Eric Butorac Jean-Julien Rojer         | Johan Brunström Jarkko Nieminen        | 6–3, 6–4                            |
| 2011 | Rohan Bopanna Aisam-ul-Haq Qureshi     | Marcelo Melo Bruno Soares              | 6–1, 6–3                            |
| 2012 | Marcelo Melo Bruno Soares              | Robert Lindstedt Nenad Zimonjić        | 6–7 (4–7), 7–5, 10–6                |
| 2013 | Aisam-ul-Haq Qureshi Jean-Julien Rojer | Jonas Björkman Robert Lindstedt        | 6–2, 6–2                            |
| 2014 | Eric Butorac Raven Klaasen             | Teat Huey Jack Sock                    | 6–4, 6–3                            |
| 2015 | Nicholas Monroe Jack Sock              | Mate Pavić Michael Venus               | 7–5, 6–2                            |
| 2016 | Elias Ymer Mikael Ymer                 | Mate Pavić Michael Venus               | 6–1, 6–1                            |
| 2017 | Oliver Marach Mate Pavić               | Aisam-ul-Haq Qureshi Jean-Julien Rojer | 3−6, 7−6 (8−6), 10−4                |
| 2018 | Luke Bambridge Jonny O'Mara            | Marcus Daniell Wesley Koolhof          | 7–5, 7–6 (10–8)                     |
| 2019 | Henri Kontinen Édouard Roger-Vasselin  | Mate Pavić Bruno Soares                | 6–4, 6–2                            |
| 2020 | Inställt på grund av Coronapandemin    | Inställt på grund av Coronapandemin    | Inställt på grund av Coronapandemin |
| 2021 | Santiago Gonzalez Andres Molteni       | Aisam-ul-Haq Qureshi Jean-Julien Rojer | 6–2, 6–2                            |
| 2022 | Marcelo Arévalo Jean-Julien Rojer      | Lloyd Glasspool Harri Heliövaara       | 6–3, 6–3                            |
| 2023 | Andrej Golubev Denys Molchanov         | Yuki Bhambri Julian Cash               | 7–6 (10–8), 6–2                     |
| 2024 | Harri Heliövaara Henry Patten          | Petr Nouza Patrik Rikl                 | 7–5, 6–3                            |

Källor:  (dubbelvinnare 1969–2024)

## Damfinaler

### Singel
| År   | Segrare          | Finalist       | Resultat            |
| ---- | ---------------- | -------------- | ------------------- |
| 1969 | Billie Jean King | Julie Heldman  | 9–7, 6–2            |
| 1975 | Virginia Wade    | Françoise Dürr | 6–3, 4–6, 7–5       |
| 1979 | Billie Jean King | Betty Stöve    | 6–3, 6–7 (4–7), 7–5 |
| 1980 | Hana Mandlíková  | Bettina Bunge  | 6–2, 6–2            |

### Dubbel
| År   | Segrare                       | Finalist                              | Resultat |
| ---- | ----------------------------- | ------------------------------------- | -------- |
| 1969 | Billie Jean King Rosie Casals | Françoise Dürr Julie Heldman          | 6–4, 6–4 |
| 1975 | Françoise Dürr Betty Stöve    | Evonne Goolagong Cawley Virginia Wade | 6–3, 6–4 |
| 1979 | Betty Stöve Wendy Turnbull    | Billie Jean King Ilana Kloss          | 7–5, 7–6 |
| 1980 | Mima Jaušovec Virginia Ruzici | Hana Mandlíková Betty Stöve           | 6–2, 6–1 |